# C.A. Rosetti, Tulcea
C.A. Rosetti (în trecut Satu Nou) este satul de reședință al comunei cu același nume din județul Tulcea, Dobrogea, România.

## Așezare geografică
Satul C.A. Rosetti este situat în NE Deltei Dunării, pe grindul Letea, la 102 km de orașul Tulcea.

## Istoric
Satul C.A. ROSETTI'''  (YENI-KOY, SATANOV, SATUL NOU) a fost fondat de călugărul Sebastian și ucenicul lui Pocaca, pe la 1824 cu numele Yeni-koy (satul nou). Populația era formată din păstori moldoveni. Denumirea a fost schimbată în 1909 când devine comuna Stăpânirea rusească de după 1829 i-a schimbat numele în Satanov. Era locuit la 1900 de 432 de locuitori, în marea lor majoritate români ce se ocupau cu agricultura, creșterea vitelor și pescuitul. Avea 196 de case, 3 magazine, 6 mori și 38 de fântâni. De asemenea, avea școală înființată în 1882 și biserica în 1884 cu hramul Nașterea Maicii Domnului.

## Atracții turistice
- Rezervația naturală Grindul și Lacul Răducu (2.500 ha)